# Славетна мета
«Славе́тна мета́» (англ. Glorious Purpose) — перший епізод першого сезону американського телесеріалу «Локі», заснованого на однойменному персонажі Marvel Comics. У цьому епізоді альтернативну версію Локі, який створив нову тимчасову лінію під час подій фільму «Месники: Завершення», призводять до таємничого Управління часовими змінами (УЧЗ). Дія епізоду відбувається в Кіновсесвіті Marvel (КВМ), і він безпосередньо пов'язаний з фільмами франшизи. Сценарій до нього написав творець серіалу Майкл Волдрон, а режисеркою стала Кейт Геррон.
Том Гіддлстон знову виконує роль Локі із серії фільмів, і головні ролі також виконують Ґуґу Мбата-Роу, Вунмі Мосаку, Юджин Кордеро, Тара Стронґ і Овен Вілсон. Волдрон був найнятий в лютому 2019 року в якості головного сценариста серіалу, а Геррон приєдналася в серпні. Зйомки проходили на Pinewood Atlanta Studios і в мегаполісі Атланти.
«Славетна мета» була випущена на Disney+ 9 червня 2021 року. Епізод отримав похвалу від критиків, зокрема хвалили Гіддлстона і Вілсона за спільну роботу на екрані.

## Сюжет
Під час битви за Нью-Йорк в 2012 році Локі втікає з Тесерактом, створюючи відгалужену часову лінію. Він переміщується в пустелю Гобі, Монголія, де з'являється загін Управління часовими змінами (УЧЗ) і захоплює його. Його доставляють в штаб-квартиру УЧЗ, де магія не може бути використана, і він дізнається, що УЧЗ захищає безперервність єдиної часової лінії, званої «Священним часоплином», від істот, які відхиляються від неї, більш відомих як «змінювачі» («варіанти»), за наказом Хранителів часу, щоб запобігти багатовіковій війні.
Локі постає перед судом за «злочини проти Священного часоплину», а суддею виступає Равонна Ренслеєр. Спочатку він не сприймає цю справу всерйоз і звинувачує Месників, чия подорож у часі призвела до того, що він опинився в цій ситуації. Однак Ренслеєр відкидає ці твердження, заявляючи, що дії Месників все таки йшли по Священному часоплину, в той час як дії Локі — ні. Його визнають винним, але агент Мобіус М. Мобіус втручається, кажучи, що Локі може бути корисний. Мобіус веде Локі і розпитує його про минулі проступки, і при цьому вони переглядають моменти з життя Локі, такі як його поразку від рук Месників. Локі каже, що хоче правити світами, щоб звільнити своїх потенційних підданих від тягаря прийняття неправильних рішень. Мобіус запитує, чи подобається Локі завдавати болю іншим, але у відповідь Локі заперечує проти контролю УЧЗ над часовою лінією, наполягаючи на тому, що у нього є влада робити свій власний вибір. Мобіус показує, що в правильному майбутньому Локі він ненавмисно став причиною смерті своєї прийомної матері Фріґґи.
Локі намагається втекти, але незабаром розуміє, що Тесеракт і Камені Нескінченности безсилі в порівнянні з силою УЧЗ. Він повертається, щоб побачити своє майбутнє, включаючи поліпшення своїх відносин зі своїм прийомним братом Тором, смерть свого прийомного батька Одіна і свою власну смерть від рук Таноса. Локі розуміє, що він не може повернутися в свою часову лінію і погоджується допомогти Мобіусу вистежити вбивцю кількох солдатів УЧЗ, який краде технологію, яку вони використовують для перезапуску часових ліній. Мобіус розкриває, що втікачем є ще один варіант Локі.

## Виробництво

### Розробка
До жовтня 2018 року Marvel Studios розробляла міні-серіал за участю Локі (Том Гіддлстон) з фільмів Кіновсесвіту Marvel (КВМ). У листопаді генеральний директор Disney Боб Айґер підтвердив, що «Локі» знаходиться в розробці. Майкл Волдрон був найнятий в якості головного сценариста в лютому 2019 року, і він повинен був написати сценарій до першого епізоду серіалу, і в серпні Кейт Геррон була найнята в якості режисера. Геррон і Волдрон, поряд з Гіддлстоном, Кевіном Файґі, Луїсом Д'Еспозіто, Вікторією Алонсо і Стівеном Бруссард стали виконавчими продюсерами. Перший епізод називається «Славетна мета», що взято з фрази, яку Локі вимовляє в епізоді, а також, коли він з'являється в інших фільмах КВМ.

### Сценарій
Епізод починається з того, що версія Локі 2012 року через фільму «Месники: Завершення» (2019) створює відгалужену часову лінію, що означає, що він не пройшов через події від фільму «Тор 2: Царство темряви» (2013) до фільму «Месники: Війна нескінченности» (2018). Волдрон з самого початку знав, що персонажу потрібно буде якимось чином пережити ці події, щоб почати інше подорож, яке, як сподівався сценарист, буде «настільки ж повноцінним», як і сюжетна лінія персонажа у фільмах. Пошук правильних моментів зі свого життя, свідком яких стане Локі, був «дійсно важливий» для креативників. У Пітч Геррон для Marvel вона посилалася на сцену з фільму «Особлива думка» (2002), де Джон Андертон бачить проєкцію своєї дружини, як щось, що Локі повинен випробувати. Вона відчувала, що такий підхід до історії Локі був «таким розумним пристроєм для оповідання» і хорошим способом інформувати глядачів про його історії, якщо вони були менш знайомі з персонажем. За словами Геррон, включення смерти Фріґґи було «дуже важливим моментом для нього», тому що вона була «його серцем», в той час як Гіддлстон запропонував включити Одіна, який говорить: «Я люблю вас, сини мої». Мета полягала в тому, щоб також показати, що у Локі є «деякі перемоги і показати, що у нього є місце для змін і зростання». Волдрон і команда сценаристів відчували, що усвідомлення Локі своєї спільної мети в житті нагадувало усвідомлення Базз Лайтер того, що він є іграшкою, а не космічним рейнджером в «Історії іграшок» (1995).
Геррон назвала інформаційне відео Міс Хвилинки в епізоді «геніальним», тому що воно змогло швидко привнести легкість разом з необхідною «світобудовою», щоб пояснити, що таке УЧЗ, додавши, що це був «дійсно розумний спосіб... побачити УЧЗ очима Локі» і змусити глядачів вивчати правила УЧЗ разом з ним. Виявлення того, що Камені Нескінченности не працюють в УЧЗ, мало встановити організацію як «реальну силу у всесвіті» після того, як Камені раніше вважалися найбільшою силою. Геррон відчувала, що роблячи це, встановлюється «абсолютно нова територія» для КВМ з «новими правилами і новою владою». Волдрон вирішив показати, що Локі був злочинцем, відомим як Ді Бі Купер, щоб віддати данину поваги вірусної теорії фанатів про те, що Дону Дрейперу з серіалу «Божевільні» судилося стати Купером. Цей момент також був обраний для того, щоб привести приклад моменту, коли глядачі могли б подумати, що Управління часовими змінами (УЧЗ) втрутилося б в його життя, але не зробило цього.

### Кастинг
Головні ролі в епізоді виконують Том Гіддлстон (Локі), Ґуґу Мбата-Роу (Равона Ренслеєр), Вунмі Мосаку (Мисливець B-15), Юджин Кордеро (Кейсі), Тара Стронґ (голос Міс Хвилинки) і Овен Вілсон (Мобіус М. Мобіус).:46:57–47:36 Також в епізоді з'являється Дерек Руссо (Мисливець U-92). Також з'являються додаткові персонажі і актори з КВМ в архівних кадрах з фільму «Месники: Завершення» (2019), і Рене Руссо, Ентоні Гопкінс, Кларк Ґреґґ і Джош Бролін у відповідних ролях Фріґґи, Одіна, Філа Колсона і Таноса.

### Зйомки
Зйомки проходили в павільйонах студії Pinewood Atlanta в Атланті, Джорджія,:9 де режисером стала Геррон, а Отем Дюральд Аркапоу виступила в якості оператора.:2 Натурні зйомки проходили в мегаполісі Атланти. Коли Локі і Мобіус виходять з ліфта і йдуть по довгому коридору була використана практична знімальний майданчик, щоб Геррон і Аркапоу змогли зняти це одним дублем. Геррон відчувала, що наявність цієї площадки надавало УЧЗ «рівень реальности», щоб воно «відчувалося справжнім житловим простором». 
У початковій сцені були показані кадри з фільму «Месники: Фінал», зняті режисерами Ентоні і Джо Руссо, причому Геррон використовувала різні дублі і ракурси відзнятого матеріалу, яких не було у фільмі, а також знімала деякі нові матеріали, як наприклад, де Локі махає Халку в ліфті. Геррон створила послідовність сцен таким чином, щоб вона була показана більше з точки зору Локі, але в той же час мала знайому каденцію для глядачів. Це нагадало їй про використання точки зору в «Рашьомон» (1950). Коли УЧЗ заарештовує Локі, Мисливець B-15 б'є його Тимчасової кийком, яка змушує Локі повільно рухатися. Цю сцену знімали кілька разів, в тому числі один раз з двома персонажами разом, один раз з кожним персонажем окремо і, по крайней мере, один раз з Гіддлстоном, знятим в сповільненій зйомці. Потім різні елементи були об'єднані за допомогою візуальних ефектів. Для більш пізньої сцени, коли Локі змушує B-15 стрибати в часі, Мосаку довелося знятися в близько 25 дублях в різних місцях, які пізніше були об'єднані за допомогою візуальних ефектів. 
Що стосується стоси паперів, яку Локі просять підписати, коли він приходить в УЧЗ, яка включає в себе все, що він коли-небудь говорив, Геррон сказала, що було багато суперечок про те, наскільки великою має бути стопка. Відділ реквізиту серіалу взяв все, що Локі говорить в фільмах КВМ, і спробував екстраполювати це, використовуючи математику, щоб створити стопку паперу, яка, здавалося, могла реально бути всім, що коли-небудь говорив персонаж. Вона визнала, що «на Reddit будуть дуже палкі дебати про розмір цієї стопки». При включенні уривків з минулих фільмів КВМ, які висвітлюють життя Локі, Геррон усвідомлювала, що це не потрібно було робити схожим на кліп-шоу, а скоріше «як п'єсу його життя». Вона прокручувала відзнятий матеріал на своєму комп'ютері на знімальному майданчику, щоб Гіддлстон реагував на при зйомки епізоду. Під час флешбеки Ді Бі Купера, Геррон змінила співвідношення сторін на повноекранний режим, оскільки це був раніше небачений «великий кінематографічний момент». 

### Анімація і візуальні ефекти
Titmouse, Inc. створила анімаційне інформаційне відео Міс Хвилинки, і Геррон насолоджувалася тим, що була використана мальована анімація, оскільки це був стиль, який перестали використовувати часто. Відео було натхненне мультфільмом Містера ДНК з «Парку юрського періоду» (1993) і соціальними рекламами з «всіх епох», якими надихалася Геррон. Коментатори відзначили, що деякі анімаційні натхнення включали соціальні реклами 1950-х років для автомобільної промисловости (відео Міс Хвилинки починається аналогічно «Магічного шосе США» Волта Діснея, в той час як воно має схожий дизайн персонажів, тон і стиль оповідання «Для вашої безпеки», вперше випущеної Automobile Manufacturers of America); документальні фільми Діснея 1950-х років про космос, створені Вордом Кімболом; «Сучасну анімацію середини століття», вперше створену United Productions of America; і мультфільм «Дак Доджерс в 24½ столітті» (1953) із серії «Merrie Melodies» від Warner Bros. Cartoons.
Візуальні ефекти були створені компаніями Method Studios, Lola Visual Effects, FuseFX, Crafty Apes, Cantina Creative, Industrial Light &amp; Magic (яка також надала анімацію), Luma Pictures і Rise.:49:34–49:56

## Маркетинг
Після виходу епізоду Marvel анонсувала товари, натхненні цим епізодом, в рамках своєї щотижневої акції «Marvel Must Haves» для кожного епізоду серіалу, включаючи Funko Pops, одяг, аксесуари, роман для молодих дорослих «Loki: Where Mischief Lies» і плакати. Товар був зосереджений на УЧЗ, Мобіус і Міс Хвилинки.

## Випуск
«Славетна мета» була випущена на Disney+ 9 червня 2021 року. 

## Сприйняття

### Глядацька авдиторія
Генеральний директор Disney Боб Чапек оголосив, що «Славетна мета» стала найпопулярнішою прем'єрою серіалу для стрімінгового сервісу в перший тиждень його показу. Додаток для відстеження глядачів Samba TV, яке вимірює не менше п'яти хвилин аудиторії на смарт-телевізорах в 3 мільйони будинках, повідомило, що «Славетна мета» стала найпопулярнішою прем'єрою серіалу Disney+ від Marvel в перший день в США, коли 890 000 глядачів подивилися цей епізод. Це більше, ніж у прем'єр серіалів «ВандаВіжен» (759 000 глядачів) і «Сокіл та Зимовий солдат» (655 000).

### Реакція критиків
Агрегатор рецензій Rotten Tomatoes присвоїв епізоду рейтинг 100% із середнім балом 7,96/10 на основі 25 відгуків. Консенсус критиків на сайті говорить: «Хоча "Славетна мета" несе на собі тягар величезної кількости експозицій, не можна заперечувати радість багатообіцяючою хімії Тома Гіддлстона і Овена Вілсона».
Давши «Славній меті» оцінку «A-», Керолайн Сіде з The AV Club відчула, що серіал буде «чертовски веселою поїздкою», грунтуючись на гуморі епізоду, який, на її думку, був краще, ніж «напружені спроби» в серіалі «Сокіл та Зимовий солдат». Хоча вона відчувала, що епізод був в основному експозицією з невеликою кількістю сюжету, включаючи кліпи з минулих фільмів КВМ, Сіде жодного разу не відчула, що епізод був затягнутим, оскільки «частина задоволення полягає в тому, щоб спостерігати, як франшиза переглядає і реконструює своє власне минуле ». Вона відчувала, що прем'єра об'єднала «тактильне міропостроеніе "Вартових Галактики" з незвичайним гумором "Людини-мурахи" і м'ясистим відбитками персонажів в стилі фільму "Залізна людина 3"». Алан Сепінуолл з «Rolling Stone» відчував, що прем'єра щосили намагалася «звалити на себе тягар» всього, чого намагалися досягти Волдрон і Геррон, але виявив, що виступи Гіддлстона і Вілсона запобігли епізод від «краху під вагою» всієї його експозиції. В цілому, він відчував, що «Славетна мета» була «такою ж гарною відправною точкою для першого пригоди Локі в якості головного героя КВМ», і вважав, що серіал «починався більш цікавим і дивним», ніж ранні епізоди «Сокола і Зимового солдата».
Сиддхант Адлаха з IGN відчував, що в цьому епізоді було «багато сміху і забавних концепцій, [але він був] один з тих, де драма не завжди акуратно поєднується». Адлаха насолоджувався «класичним актом двох осіб» Гіддлстона і Вілсона, але відчував, що драматичні фрагменти, які перервали їх балаканину, були «набагато менш захоплюючими» і через них епізод відчувався як кліпова шоу. Також була дана похвала музиці Холт, яка «додає відчуття дивацтва і можливості», і дизайну художника-постановника Каср Фарахані; Адлаха дав «Славній меті» 7 балів з 10. У своєму відгуку до епізоду для «Entertainment Weekly» Лорен Морґан сказала: «Перший епізод показує, що в Локі залишилося багато життя, і новий серіал Disney+ обіцяє вивчити аспекти Бога хитрощі, які ми жодного разу не бачили в фільмах». Вона вважала, що Гіддлстон «отримував задоволення» від цієї ролі, і його партнерство з Вілсоном було «не чим іншим, як натхненням», оскільки вона ніколи не була впевнена, хто брав гору або говорив правду в їх взаємодіях. Крім того, Морган назвала декорації УЧЗ «візуальним святом».